# Baron Glentanar
Baron Glentanar, of Glen Tanar in the County of Aberdeen, war ein erblicher britischer Adelstitel in der Peerage of the United Kingdom.

## Verleihung
Der Titel wurde am 29. Juni 1916 für den schottischen Baumwollfabrikanten George Coats geschaffen, dessen Titel nach dem von ihm im Jahr 1905 gekauften Gutshof Glen Tanar benannt wurde.
Da sein einziger Sohn, der 2. Baron, keine männlichen Nachkommen hinterließ, erlosch der Titel bei dessen Tod am 28. Juni 1971. Dessen Nachkommen bewirtschaften gleichwohl noch Glen Tanar.

## Liste der Barone Glentanar (1916)
- George Coats, 1. Baron Glentanar (1849–1918)
- Thomas Coats, 2. Baron Glentanar (1894–1971)